# Eschoten
Eschoten est une localité néerlandaise située dans la commune d’Ede, dans la province de Gueldre.